# Актамберды Сарыулы
Актамберды Сарыулы (каз. Ақтамберді Сарыұлы; 1675, Каратау, Южный Казахстан — 1768, ныне Журекадыр, Абайский район, Восточно-Казахстанская область) — казахский поэт-сказитель, посредник-миротворец, полководец, батыр, государственный и общественный деятель, дипломат, один из видных жырау того века, главный мудрец орды Абылай хана, красноречивый бий также посол. Выходец из рода сыбан племени найман.
В своих стихах он ярко изображает сложности жизни, семьи, страны, героизма, земельных вопросов. Он мастер коротких пословиц и красноречия.  В 1742 году Актамберды-жырау был представлен на собрании предводителей рода Среднего жуза в Оренбурге.  С 1738 по 1752 год он принимал участие почти во всех казахско-калмыцких кровопролитных конфликтах. Он пережил кровавые события «Актабан Шубырынды, Алка кол сулама». Он отважный герой, знаменитый оратор, мудрый бей, знаменитый жырау, 70 лет защищавший свою страну и землю.  Представления казахских воинов о свободе, рабстве, быте кочевого народа, их вере в будущее, честности и жестокости, жестокости и несправедливости стали песнями Актамберды.
В 1738—1752 годах участвовал в войнах с калмыками. Его песни «Күлдір-күлдір кісінетіп», «Уа, қарт Бөгембай», «Менімен ханым ойнаспа», «Жауға шаптым ту байлап», «Заманым менің тар болды» пронизаны чувством патриотизма. В сохранившихся импровизациях Актамберды много назиданий, добрых советов, метафор. Песни Актамберды опубликованы в книге С. Муканова «Очерки из истории казахской литературы 18—19 веков» («Қазақтың 18-19 ғасырдағы әдебиетінің тарихынан очерктер», 1942). Произведения включены в сборник «Образцы древней литературы» («Ертедегі әдебиет нұсқалары», 1967), «Алдаспан» (1971), «Казахская поэзия 15—18 веков» («15-18 ғасырдағы қазақ поэзиясы», 1982), «Поэты пяти веков» («Бес ғасыр жырлайды», 1985)